# Ахматово (Мордовия)
Ахма́тово — село в Атяшевском районе Республики Мордовия. Входит в состав Киржеманского сельского поселения.

## География
Село находится на берегу реки Нуя.

## История
Впервые упоминается в 1696 году как деревня Малая Кулясова, когда она была передана в оброк стольнику и воеводе Якову Ахматову. В «Списке населённых мест Симбирской губернии за 1863 год» — владельческое село из 60 дворов, входящее в состав Ардатовского уезда.

## Население
| 2002 | 2010 |
| ---- | ---- |
| 245  | ↘196 |

### Национальный состав
Согласно результатам переписи 2002 года, в национальной структуре населения русские составляли 73 %, мордва-эрзя — 27 %.